# Північні високотравні прерії
Північні високотравні прерії (ідентифікатор WWF: NA0804) — неарктичний екорегіон помірних луків, саван і чагарників, розташований на півдні Канади та на півночі Верхнього Середнього Заходу США.

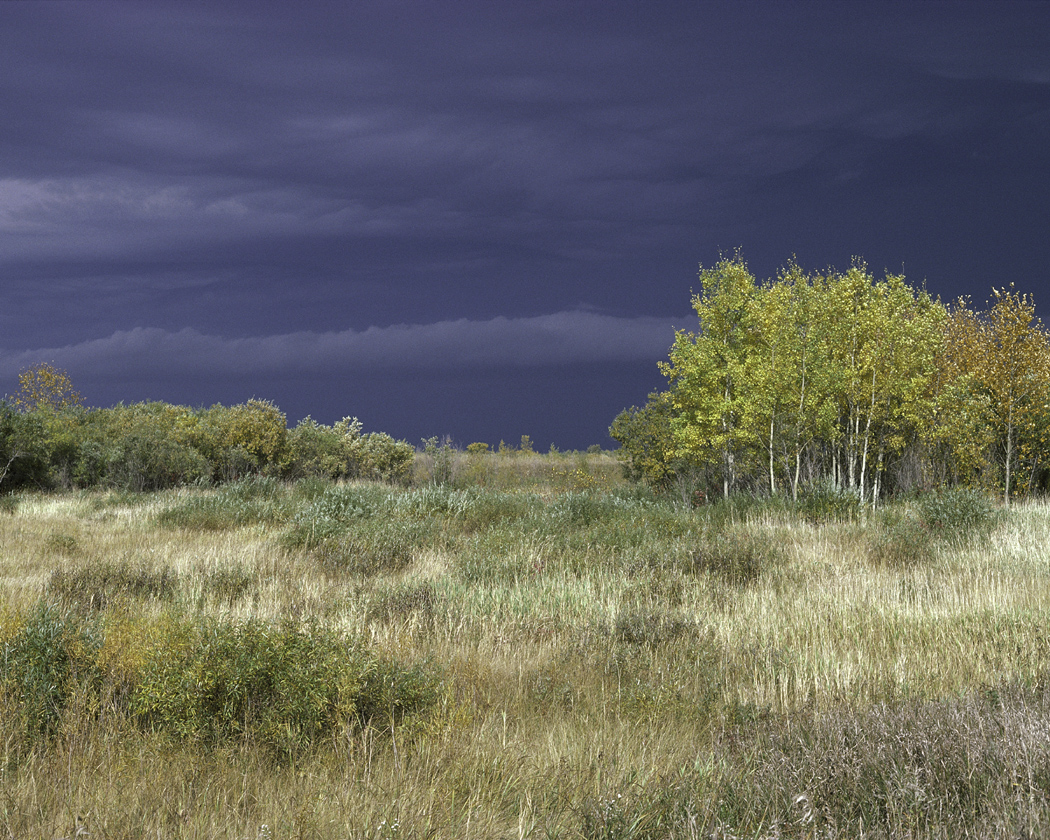
Ландшафт Національного заповідника Національний природний заповідник Агассіз (Мінесота, США)

## Географія
Екорегіон північних високотравних прерій простягається від озера Манітоба на півдні канадської провінції Манітоба на південний схід вздовж долини Північної Червоної річки, яка протікає вздовж кордону між штатами Північна Дакота та Міннесота.
Озера Вінніпег та Манітоба є залишками велетенського плейстоценового озера Агассіз, яке утворилося в Північній Америці після відступу льодовиків. У часи найбільшого розширення це озеро охоплювало територію, більшу, ніж усі Великі озера разом узяті. Приблизно 13 000 років тому величезна маса води потрапила з озера Агассіз через Великі озера та річку Святого Лаврентія у Атлантичний океан, що, на думку палеокліматологів, могло призвести до настання пізнього дріасу — найостаннішого етапу зледеніння, спричиненого охолодженням океану. У часи плейстоцену озеро Агассіз включало також долину Північної Червоної річки, яка складає основну частину екорегіону. З геологічної точки зору її основу складають палеозойські вапняки, перекриті товстим шаром льодовикових, озерних та родючих алювіальних відкладів. Внаслідок майже плаского рельєфу регіону, висота якого з півдня на північ коливається від 300 до 250 м над рівнем моря, сильні снігопади чи дощі призводять до масштабних повеней, коли Північна Червона річка виходить з берегів, затоплюючи долину.
Екорегіон північних високотравних прерій є найпівнічнішим прерієвим екорегіоном у східній частині Північної Америки. На півночі та заході він переходить у осикові ліси та лісостепи Канади, на південному заході — у північні мішані прерії, на півдні — у центральні високотравні прерії, а на сході — у ліси заходу Великих озер та у перехідні лісосавани Верхнього Середнього Заходу США.

## Клімат
В межах екорегіону переважає вологий континентальний клімат (Dfb за класифікацією кліматів Кеппена), відносно теплий та вологий, порівняно з іншими преріями Канади, але доволі прохолодний, порівняно з іншими преріями США. Зима в регіоні досить холодна, із середньою температурою -12,5 °C, а літо тепле, із середньою температурою 16 °C. Середньорічна температура в регіоні становить 2,5 °C, а середньорічна кількість опадів — від 750 до 850 мм.

## Флора
Основними рослинними угрупованнями екорегіону є високотравні прерії, у яких домінують високі трави, зокрема високий бородачник (Andropogon gerardi), прутяне просо (Panicum virgatum) та пониклий сорговник (Sorghastrum nutans). У Манітобі в преріях переважає високий бородачник (Andropogon gerardi), мітлистий бородачник (Schizachyrium scoparium), їжатцева трава (Hesperostipa spartea) та прерієвий спороболус (Sporobolus heterolepis). Високотравні прерії переважно домінують на добре дренованих, сухих ділянках. У більш вологих частинах екорегіону зустрічаються гаї американської осики (Populus tremuloides) та великоплодого дуба (Quercus macrocarpa).
Через високу широту екорегіону його флористичне різноманіття нижче, ніж у центральних високотравних преріях, поширених південніше. Однак, тим не менш, тут зустрічаються деякі рідкісні рослини, зокрема західні прерієві любки (Platanthera praeclara), найбільша популяція яких зростає у Манітобському заповіднику високотравних прерій. Серед інших рідкісних рослин, що зустрічаються в екорегіоні, слід відзначити білосніжні зозулині черевички (Cypripedium candidum), скрученик Великих рівнин (Spiranthes magnicamporum), віргінський веронікаструм (Veronicastrum virginicum) та золотушник Рідделла (Solidago riddellii). Також у преріях регіону зустрічаються рідкісні метелики — пауешицькі головчаки (Oarisma poweshiek) та дакотські головчаки (Hesperia dacotae).

## Фауна
В межах екорегіону зустрічається 63 види ссавців та 212 видів птахів. Серед поширених в екорегіоні ссавців слід відзначити білохвостого оленя (Odocoileus virginianus), західного лося (Alces alces andersoni), барибала (Ursus americanus), койота (Canis latrans), звичайну лисицю (Vulpes vulpes), сіру лисицю (Urocyon cinereoargenteus), руду рись (Lynx rufus), довгохвосту ласицю (Neogale frenata), смугастого скунса (Mephitis mephitis), звичайного ракуна (Procyon lotor), американського борсука (Taxidea taxus), американського зайця (Lepus americanus), білохвостого зайця (Lepus townsendii), флоридського кролика (Sylvilagus floridanus) та прерієву мідицю (Sorex haydeni). На берегах річок та озер поширені канадські бобри (Castor canadensis), канадські видри (Lontra canadensis), річкові візони (Neogale vison) та болотяні ондатри (Ondatra zibethicus). 
У преріях та прибережних лісах регіону зустрічаються різноманітні гризуни, зокрема тринадцятисмугі ховрахи (Ictidomys tridecemlineatus), ховрахи Франкліна (Poliocitellus franklinii), ховрахи Річардсона (Urocitellus richardsonii), рівнинні гофери (Geomys bursarius), лучні полівки (Microtus pennsylvanicus). прерієві полівки (Microtus ochrogaster), білочереві коникоїдки (Onychomys leucogaster), червоні вивірки (Tamiasciurus hudsonicus), лисячі вивірки (Sciurus niger), північні літяги (Glaucomys sabrinus), східні бурундуки (Tamias striatus) та канадські голкошерсти (Erethizon dorsatum). 
Колись по високотравним преріям регіону блукали стада рівнинних бізонів (Bison bison bison) та манітобських вапіті (Cervus canadensis manitobensis), на яких полювали рівнинні вовки (Canis lupus nubilus). Всі ці види були винищені в регіоні, однак за останні десятиліття бізони почали поступово повертатися в регіон, а вовки почали відновлювати свою популяцію на Середньому Заході США та проникати в екорегіон зі сходу.
Серед поширених в екорегіоні птахів слід відзначити лучного тетерука (Tympanuchus cupido), манітобського тетерука (Tympanuchus phasianellus), великого індика (Meleagris gallopavo), північну зенаїду (Zenaida macroura), американського боривітра (Falco sparverius), неоарктичного канюка (Buteo jamaicensis), прерієвого канюка (Buteo swainsoni), рубіновогорлого колібрі (Archilochus colubris), світлобрового віреона (Vireo gilvus), західного тирана (Tyrannus verticalis), мандрівного дрозда (Turdus migratorius), рогатого жайворонка (Eremophila alpestris), потюка (Chondestes grammacus), лучного багновця (Ammospiza leconteii), прерієвого багновця (Ammodramus savannarum), східного тауї (Pipilo erythrophthalmus), польову вівсянку (Pooecetes gramineus), саванову вівсянку (Passerculus sandwichensis), золотого чижа (Carduelis tristis), східного шпаркоса (Sturnella magna), західного шпаркоса (Sturnella neglecta) та червоного кардинала (Cardinalis cardinalis). 

## Збереження
Майже 75 % прерій регіону були знищені та перетворені на поселення, з яких найбільшим є Вінніпег, столиця Манітоби, та на сільськогосподарські угіддя. На півночі регіону вирощується картопля, бобові та пшениця, на півдні — соя та кукурудза, а по всьому регіону — цукрові буряки. Лише 5 % території екорегіону є незайманими. Фрагментовані ділянки первинної рослинності збереглися переважно в районах, де переважають малородючі піщані ґрунти, менш цінні для сільського господарства, а також уздовж річок.
Оцінка 2017 року показала, що 6977 км², або 8 % екорегіону, є заповідними територіями. Природоохоронні території включають: Манітобський заповідник високотравних прерій в Канаді, а також Національний природний заповідник північних високотравних прерій, Національний природний заповідник Агассіз та Національні луки Шеєн в США.